# Кішки-Куликеєво
Кі́шки-Кулике́єво (рос. Кошки-Кулекеево, чув. Кушкă) — присілок у складі Яльчицького району Чувашії, Росія. Входить до складу Янтіковського сільського поселення.
Населення — 622 особи (2010; 779 у 2002).
Національний склад:
- чуваші — 99 %